# Kári Árnason
Kári Árnason (Gotemburgo, 13 de outubro de 1982) é um futebolista islandês nascido na Suécia, que atua como meio-campo. Atualmente joga pelo Aberdeen.

## Carreira
Atua pela Seleção Islandesa desde 2005. Arnason fez parte do elenco da Seleção Islandesa de Futebol da Eurocopa de 2016 e da Copa do Mundo de 2018
É atualmente jogador do Abeerden da escócia, clube que atua desde 2017. 